# 24 février 1970
Le mardi 24 février 1970 est le 55e jour de l'année 1970.

## Naissances
- Amy Tryon (morte le 12 avril 2012), cavalière de concours complet américaine
- Andrea Olivero, homme politique italien
- Barbara Frale, historienne italienne
- Barbara Stok, autrice de bande dessinée néerlandaise
- Jason Watt, pilote automobile danois
- Jeff Garcia, joueur de football américain
- Jonathan Ward, acteur américain
- Monica Staggs, actrice américaine
- Neil Sullivan, footballeur britannique
- Olivier Pickeu, joueur de football français
- Roy Choi, chef américain d'origine coréenne

## Décès
- Étienne Fels (né en 1900), archéologue et archiviste-paléographe français
- Andrei Bărbulescu (né le 16 octobre 1909), footballeur roumain
- Charles Austin Gardner (né le 6 janvier 1896), botaniste australien
- Conrad Nagel (né le 16 mars 1897), acteur américain
- Gaston Modot (né le 31 décembre 1887), acteur français
- Hieronymus Merkle (né le 28 septembre 1887), homme politique allemand
- John Darrow (né le 17 juillet 1907), acteur américain
- Josef Bachmann (né le 12 octobre 1944), ouvrier allemand proche de l'extrême droite
- Maurice Gaudart (né le 16 juin 1915), personnalité politique française

## Événements
- Sortie de l'album Funkadelic du groupe Funkadelic
- Inauguration de la gare d'Esaka au Japon
- Inauguration de la station de métro Higashi-Mikuni à Osaka
- Diffusion du téléfilm Isabelle